# Стахова Франка
Франка Стахова (* 1906; до шлюбу Наконечна) — українська громадсько-освітня діячка у Львові. Народилася у Яричові, неподалік Львова. Дружина Матвія Стахова. Секретарка Союзу Українських Працюючих Жінок «Жіноча Громада» (1930–1939) і редакторка його друкованого органу «Жіночий Голос» (1930–1939). Секретарка народного університету Самоосвіта (1930–1939). Від 1949 року проживала в США.